# Iowa Film Critics Association Awards 2006
Na 3. ročníku udílení cen Iowa Film Critics Association Awards byly předány ceny v těchto kategoriích.

## Vítězové
Nejlepší film: Jako malé děti

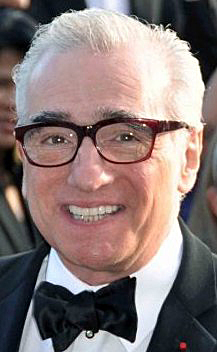
Martin Scorsese, vítěz v kategorii nejlepší režisér

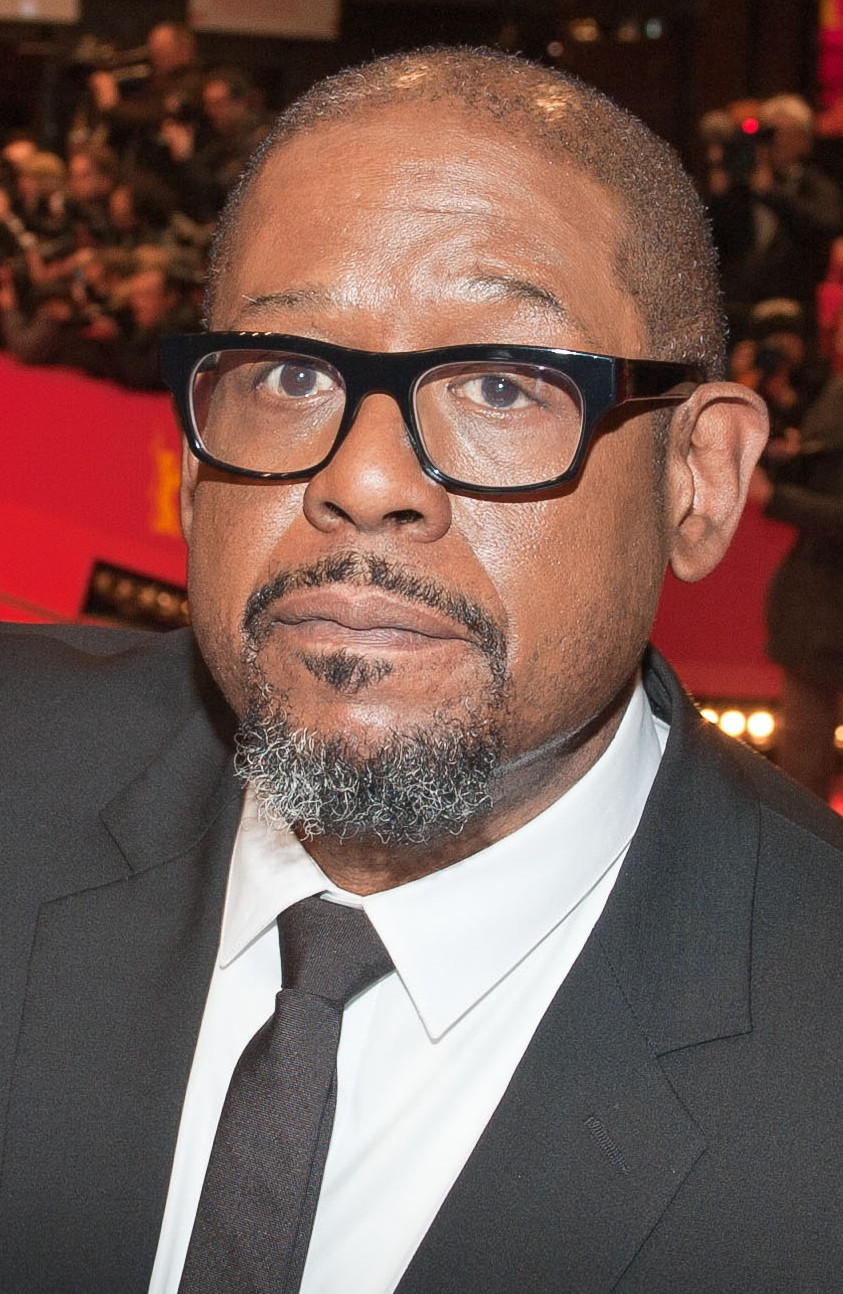
Forest Whitaker, vítěz v kategorii nejlepší mužský herecký výkon v hlavní roli

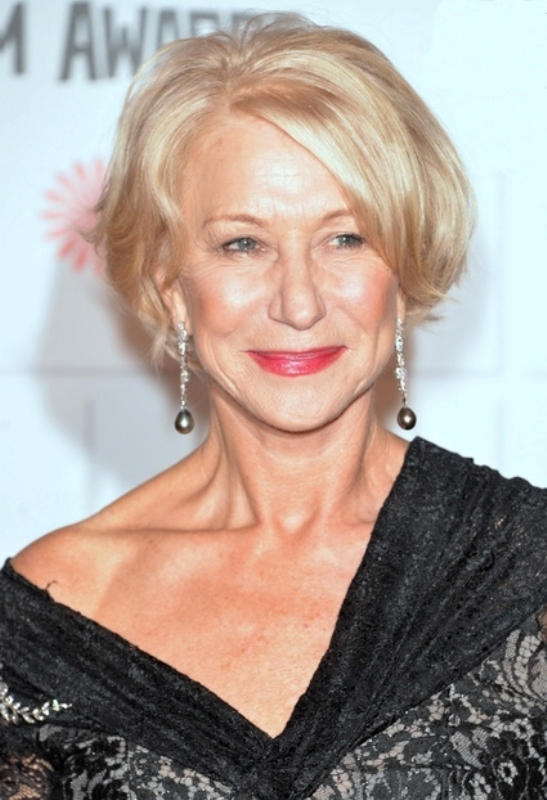
Helen Mirren, vítězka v kategorii nejlepší ženský herecký výkon v hlavní roli

Nejlepší režisér: Martin Scorsese – Skrytá identita
Nejlepší mužský herecký výkon v hlavní roli: Forest Whitaker – Poslední skotský král
Nejlepší ženský herecký výkon v hlavní roli: Helen Mirren – Královna
Nejlepší mužský herecký výkon ve vedlejší roli: Jackie Earle Haley – Jako malé děti
Nejlepší ženský herecký výkon ve vedlejší roli: Abigail Breslin – Malá Miss Sunshine
Nejlepší animovaný film: Auta
Nejlepší film, který ještě neměl premiéru v Iowě: Faunův labyrint